# Proximus Diamond Games
Il Diamond Games è stato un torneo di tennis femminile giocatosi ad Anversa, in Belgio. 
Fin dal 2002, il torneo si è giocato allo Sportpaleis, all'inizio di febbraio.

## Albo d'oro

### Singolare
| Anno      | Campionessa         | Finalista            | Punteggio     |
| --------- | ------------------- | -------------------- | ------------- |
| Tier II   |                     |                      |               |
| 2002      | Venus Williams (1)  | Justine Henin        | 6–3, 5–7, 6–3 |
| 2003      | Venus Williams (2)  | Kim Clijsters        | 6–2, 6–4      |
| 2004      | Kim Clijsters       | Silvia Farina Elia   | 6–3, 6–0      |
| 2005      | Amélie Mauresmo (1) | Venus Williams       | 4–6, 7–5, 6–4 |
| 2006      | Amélie Mauresmo (2) | Kim Clijsters        | 3–6, 6–3, 6–3 |
| 2007      | Amélie Mauresmo (3) | Kim Clijsters        | 6–4, 7–6(4)   |
| 2008      | Justine Henin       | Karin Knapp          | 6–3, 6–3      |
| 2009-2014 | non disputato       | non disputato        | non disputato |
| 2015      | Andrea Petković     | Carla Suárez Navarro | Walkover      |

### Doppio
| Anno      | Campionesse                                    | Finaliste                                 | Punteggio        |
| --------- | ---------------------------------------------- | ----------------------------------------- | ---------------- |
| Tier II   |                                                |                                           |                  |
| 2002      | Magdalena Maleeva Patty Schnyder               | Nathalie Dechy Meilen Tu                  | 6–3, 6(3)–7, 6–3 |
| 2003      | Kim Clijsters Ai Sugiyama                      | Nathalie Dechy Émilie Loit                | 6–2, 6–0         |
| 2004      | Cara Black (1) Els Callens (1)                 | Myriam Casanova Eléni Daniilídou          | 6–2, 6–1         |
| 2005      | Cara Black (2) Els Callens (2)                 | Anabel Medina Dinara Safina               | 3–6, 6–4, 6–4    |
| 2006      | Dinara Safina Katarina Srebotnik               | Stéphanie Foretz Gacon Michaëlla Krajicek | 6–1, 6–1         |
| 2007      | Cara Black (3) Liezel Huber (3)                | Elena Lichovceva Elena Vesnina            | 7–5, 4–6, 6–1    |
| 2008      | Cara Black (4) Liezel Huber (4)                | Květa Peschke Ai Sugiyama                 | 6–1, 6–3         |
| 2009-2014 | non disputato                                  | non disputato                             | non disputato    |
| 2015      | Anabel Medina Garrigues Arantxa Parra Santonja | An-Sophie Mestach Alison Van Uytvanck     | 6–4, 3–6, [10–5] |